# Jacarepaguá
 (juin 2016).
Jacarepaguá est un quartier de la zone ouest de la ville de Rio de Janeiro, au Brésil, localisé dans la baixada de Jacarepaguá, entre le Maciço da Tijuca et la Serra da Pedra Branca, à l'écart des attractions touristiques de la ville de Rio.
Il s'étend sur une aire totale de 7 579,64 hectares, étant le 4e quartier le plus vaste de la municipalité. En 2010, la population du quartier était de 157 326 habitants; le quartier était classé 9e parmi les quartiers de Rio les plus habités.

## Histoire
Le quartier était habité avant l'arrivée des Européens au XVIe siècle. Jacarepagua vient des mots tupi qui l'on originé: îakaré (caïman, crocodile), paba (endroit) e kûá (crique).
Le quartier était habité, il avait environ 800 ans, depuis le XIIIe siècle. Au début, la colonisation portugaise n'a rien changé jusqu'à la fin du XVIIIe siècle, quand a eu lieu la division de la vallée en fermes de colonisation. Jacarepaguá était la région de la ville qui possédait le plus grand nombre de plantations de sucre à l'époque coloniale. Tout au long de la période impériale, les moyens de transport étaient les chariots, les troupes et les chevaux. Les habitants de Jacarepaguá devraient faire face à un long voyage pour atteindre le centre-ville. En 1875, le tramway tiré par des ânes liait la région à d'autres quartiers. Lorsque le train a atteint le quartier relativement proche de Cascadura, c'était une grande révolution pour les riverains de Jacarepagua. La distance entre la région et le centre-ville aurait diminué de manière significative. Le train, alimenté par le charbon (la célèbre Maria-fumée), avait une vitesse incroyable pour l'époque.
Au début du XXe siècle Jacarepaguá continuait l'agriculture. Les fermes se multipliaient à chaque année pour alimenter la croissance des marchés du centre-ville d'autres parties de Rio de janeiro, qui à l'époque, avaient déjà un aspect plus urbanisé. Le quartier, en continuant rural, a su profiter économiquement de l'évolution générale de la ville.
La transformation la plus importante du quartier a commencé à se produire dans les années 1970, avec la formation de grandes industries. Ainsi, la population y a aussi augmenté, en faisant de Jacarepaguá une grande "ville dans la ville", avec tous les problèmes inhérents aux centres de grande population. Malgré le changement soudain, le quartier a réussi à sauver une partie de la richesse du patrimoine des bâtiments coloniaux de Rio de Janeiro: quelques églises, moulins, des fermes et un aqueduc. Aujourd'hui il s'agit d'un quartier en processus de séparation, une fois qu'une grande partie de son territoire original, au cours du temps, s'est séparée et a donné lieu à plusieurs quartiers plus petits, tels que Taquara, Praça Seca, Anil, Vargem Grande, Vargem Pequena, Cidade de Deus et Freguesia, aussi différents que possible les uns des autres.

## Caractéristiques du quartier
Aujourd'hui, le quartier possède plusieurs sous-régions socio-économiquement développés, mais souffre encore avec la présence de bidonvilles (Favelas) et des problèmes structurels urbains, et une énorme inégalité: dans certaines régions, le quartier possède une population franchement aisée, tandis que dans autres, c'est le contraire qui arrive. Le quartier dispose d'une immense structure des boutiques et des galeries, ainsi que d'un vaste réseau de commerce populaire, des supermarchés, grandes surfaces, et des centres commerciaux modernes. Le quartier dispose également de nombreuses écoles, divers collèges, restaurants, banques, clubs de loisirs et piscines publiques, et une École de samba. Le quartier abrite, notamment:
- L'HSBC Arena
- Le Riocentro - Il est le plus grand centre de congrès en Amérique Latine. Il se compose de cinq pavillons reliés entre eux, totalisant 100 000 mètres carrés dans un parc de 571 000 mètres carrés, avec parking pour environ 7000 voitures et 60 bus. Il a été élu en 2006 et 2007, le plus important d'Amérique du Sud par les World Travel Awards[5]. Il a été conçu et construit spécifiquement pour la tenue de grands événements, et a accueilli, entre autres, la Conférence internationale des Nations unies sur l'environnement et le développement (ECO-92), le 17e Congrès mondial du pétrole en 2002 et le congrès Rio +20,. Il accueille régulièrement la Foire du livre de Rio de Janeiro. Il était administré par la municipalité de la ville de Rio de Janeiro, mais a été privatisée à la société française GL Events pour une subvention de 50 ans. Il a aussi accueilli quelques compétitions des Jeux panaméricains de 2007.
- Le Parc aquatique Maria Lenk
- Le Vélodrome de Barra

## Galerie

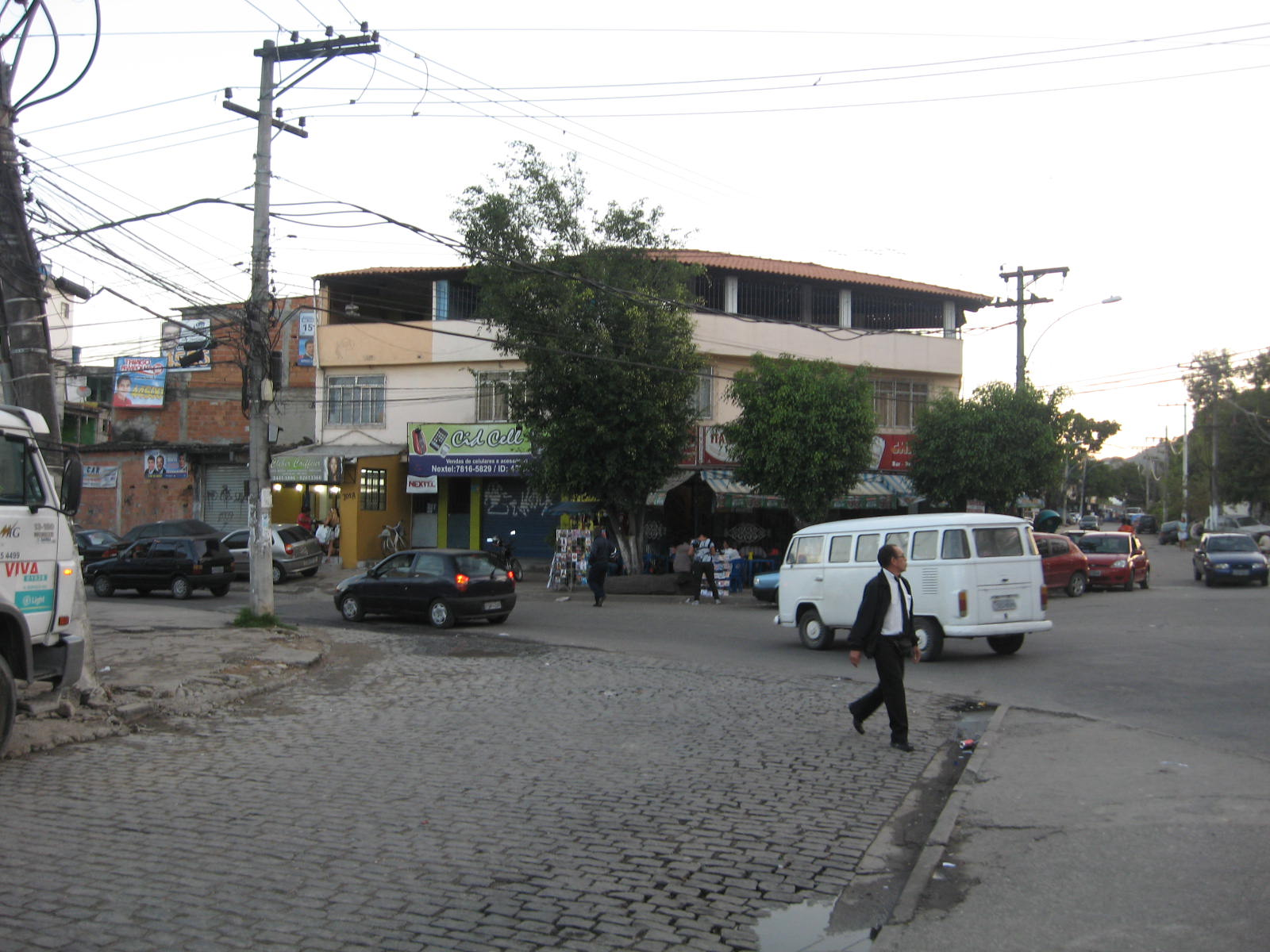
Une partie moins favorisée du quartier.
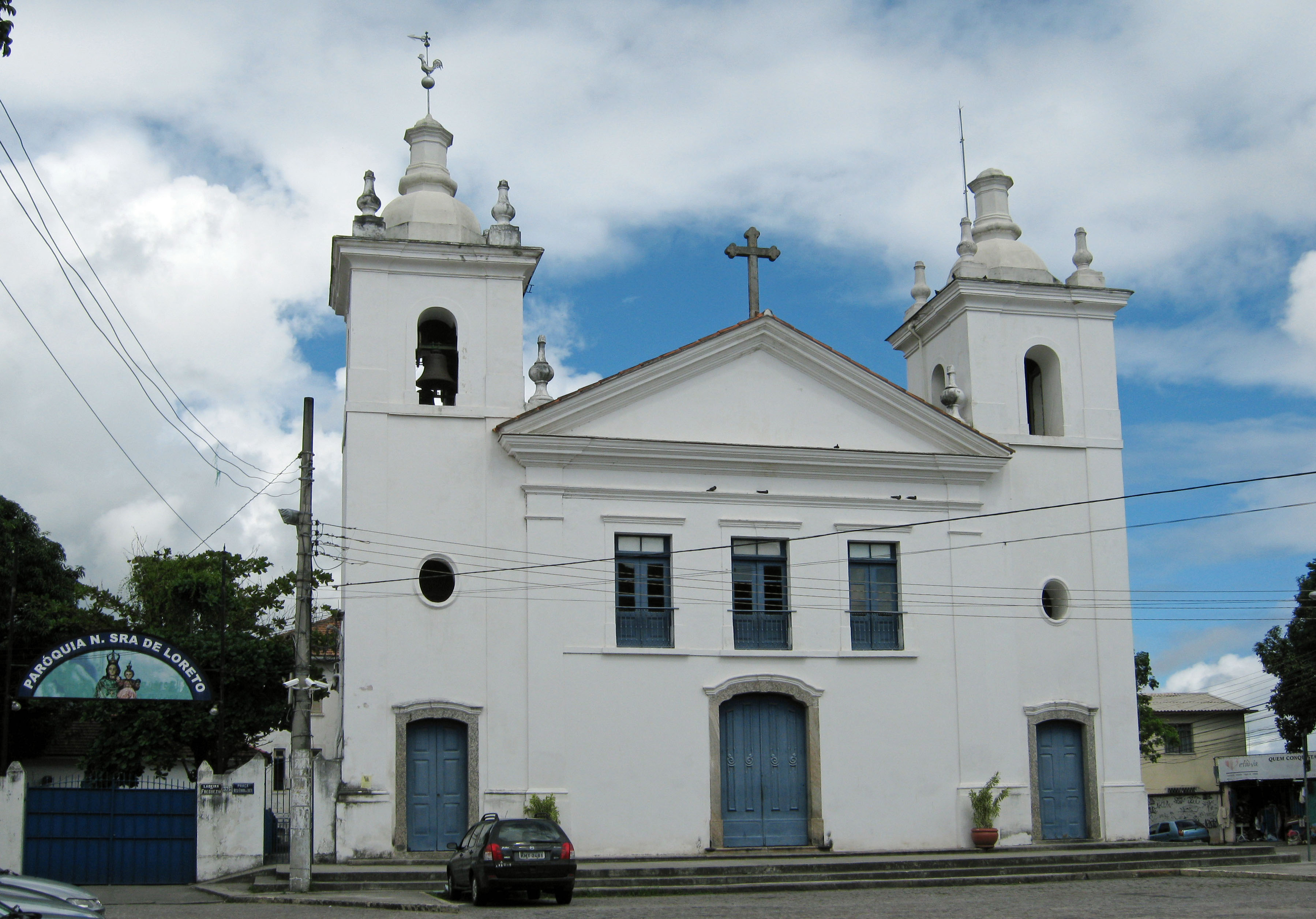
Façade du sanctuaire catholique Notre-Dame-de-Lorette.